# جيروم جولمارد
جيروم جولمارد (بالفرنسية: Jérôme Golmard)‏ (مواليد 9 سبتمبر 1973 في ديجون - 31 يوليو 2017)، هو لاعب كرة مضرب فرنسي سابق بدأ مسيرته كمحترف سنة 1993 وكان يلعب باليد اليسرى، اعتزل اللعب في 2006. أعلى تصنيف له في الفردي كان المركز الـ 22 في سنة 1999. أعلى تصنيف له في الزوجي كان المركز الـ 143 في سنة 1998.

## النهائيات

### الفردي: النهائيات 4 (الألقاب 2, الوصافة 2)
| الحصيلة | الرقم | التاريخ        | الدورة                                    | الأرضية | المنافس في النهائي | النتيجة في النهائي |
| ------- | ----- | -------------- | ----------------------------------------- | ------- | ------------------ | ------------------ |
| الفوز   | 1.    | 15 فبراير 1999 | بطولة دبي للتنس، الإمارات العربية المتحدة | صلبة    | نيكولاس كيفر       | 6–4, 6–2           |
| الفوز   | 2.    | 10 يناير 2000  | بطولة تشيناي المفتوحة للتنس، الهند        | صلبة    | ماركوس هانتشك      | 6–3, 6–7(6–8), 6–3 |
| الوصافة | 3.    | 22 يوليو 2001  | كرواتيا المفتوحة, أوماج                   | ترابية  | كارلوس مويا        | 4–6, 6–3, 6–7      |
| الوصافة | 4.    | 14 يناير 2002  | أوكلاند، أوكلاند                          | أسمنت   | غريغ روسديسكي      | 7–6, 4–6, 5–7      |

## روابط خارجية
- جيروم جولمارد على موقع رابطة محترفي التنس (الإنجليزية)
- جيروم جولمارد على موقع الاتحاد الدولي لكرة المضرب (الإنجليزية)
- جيروم جولمارد على موقع كأس ديفيز (الإنجليزية)
- جيروم جولمارد على موقع خلاصة التنس.كوم (الإنجليزية)